# 北京地铁DKZ13型电动车组
北京地铁DKZ13型电动车组是北京地铁的电动车组车款之一，现在在5号线运营。

## 简介
DKZ13型由长春轨道客车和北京地铁车辆装备（原北京地铁车辆厂）制造，共61组366辆（编号TP401-TP461），每节车厢共4对车门，为电动内藏门，列车两端拥有紧急出口。其中编号TP401-TP421、TP433-TP451的列车由长春轨道客车负责生产，编号TP422-TP432、TP452-TP461的列车则为原北京地铁车辆厂及北京地铁车辆装备生产。
DKZ13型自2007年10月7日起在5号线运营，配属于太平庄车辆段和宋家庄停车场。列车自2020年7月8日起陆续启动厂修工作，内容包括客室电子地图改造、轮椅固定器改造、客室扶手杆位置调整、座椅电加热改造等。首组厂修列车为TP401，其在2021年8月重新上线，随后其他列车也陆续完成厂修。但是除了TP401将牵引逆变器国产化，更换为中车青岛四方车辆研究所制产品外，部分厂修列车保留了原有的日立原设计产品，2023年冬季起亦有一些厂修车改用四方所制牵引逆变器。
自2024年11月下旬厂修完毕的05 034车组起，列车编号陆续由TP4××更改为05 0××（车内门标在此前已全部统一为05 0××）。

## 列车特点
列车车体构造设计中，设有撞击能量吸收区，列车以 25km/h 的速度与另一静止列车发生意外碰撞时，可保证司机与乘客不受伤害，车体损坏降到最小程度。在首尾车底架设有防爬装置，防止发生剧烈冲撞时车辆相互挤压车厢，端部的结构具有能量吸收功能，一旦发生撞车事故，底架端部结构可以将冲撞产生的超出车钩所能吸收以外的能量降到相对较低的水平，从而使乘客受伤的危险降至最低程度。
车门的电控电动装置采用微处理器控制的电动机驱动装置，遇到阻碍具有判断功能，防止乘客在被夹伤。但也由于这点造成了开始试运营的时候车门频繁发生故障。紧急疏散门由一个单扇的手动铰链门和三折叠形式的疏散梯组成，位于司机室的前端。门扇手动向车外顶部打开，然后人工展开疏散梯。可以保证不同年龄的乘客从列车内方便、安全地撤离。
客室内设有残疾人轮椅区和老、幼、病、残、孕专席，有相应的标识区分。此外车辆的通道门使乘客可以更加方便的流动，同时提高了车厢的乘载率。列车車廂内部设有自动报站的液晶显示屏，液晶顯示器到站显示，声音报站提示。当客室出现紧急情况时，乘客可以操纵紧急报警系统与司机进行对话联系，确保情况儘快解决。車廂内部设有液晶视频实时播放系统，将资讯第一时间带给乘客。在2008年奥运会时乘客可以通过车内液晶顯示器显示屏幕观看比赛直播。
在列车内部，静止条件下的噪音水平不超过69dB；在列车外部，列车以不超过80km/h的任意恒定速度（通常列车以60km/h±5%的恒定速度）运行时，车辆发出的噪声不超过80dB。为使车辆更加环保，在车轮上安装了降噪胶块，大大的降低了轮轨间的噪音，使乘客乘坐更加舒适。

## 列车图片

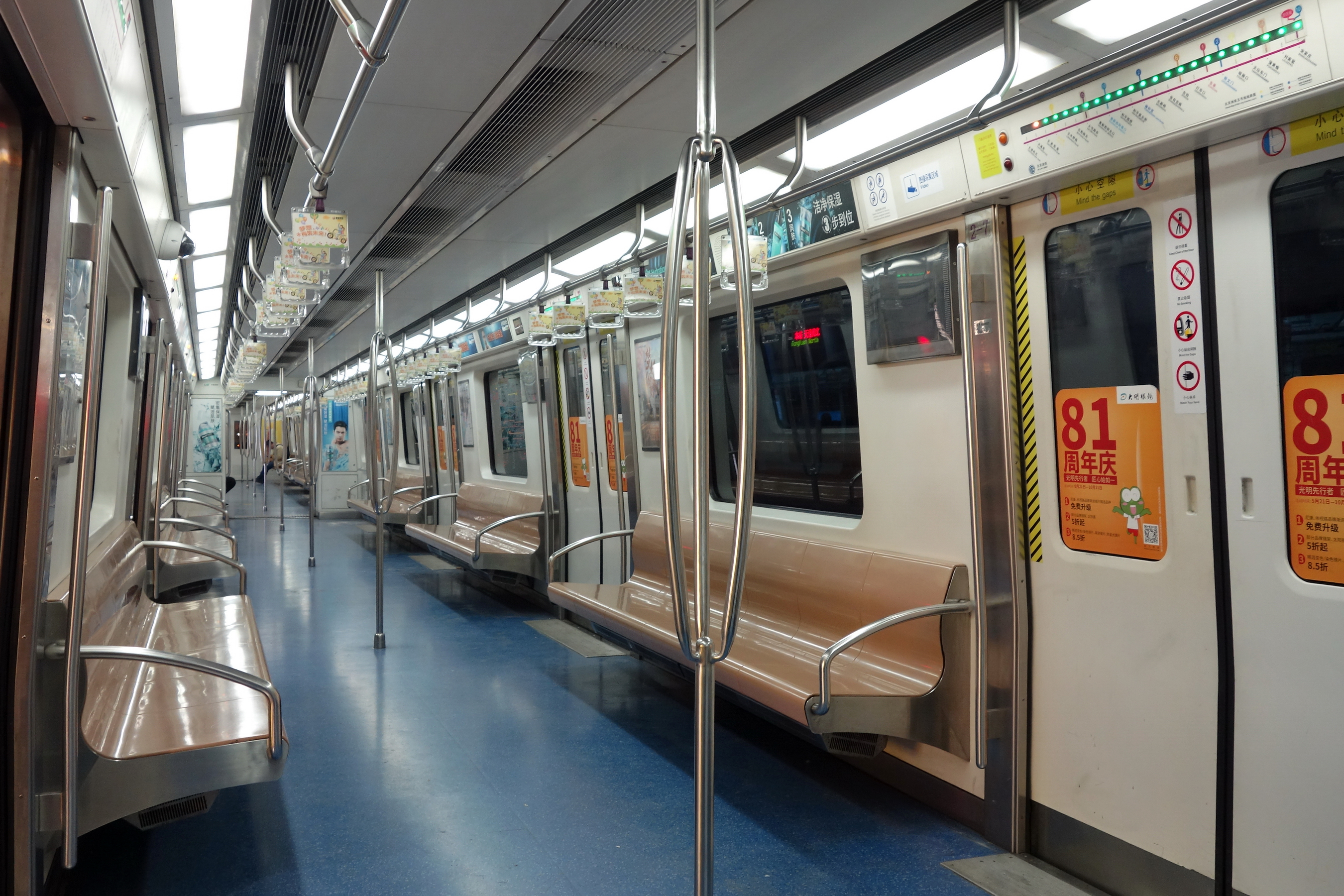
厂修前列车（前期批次）内部
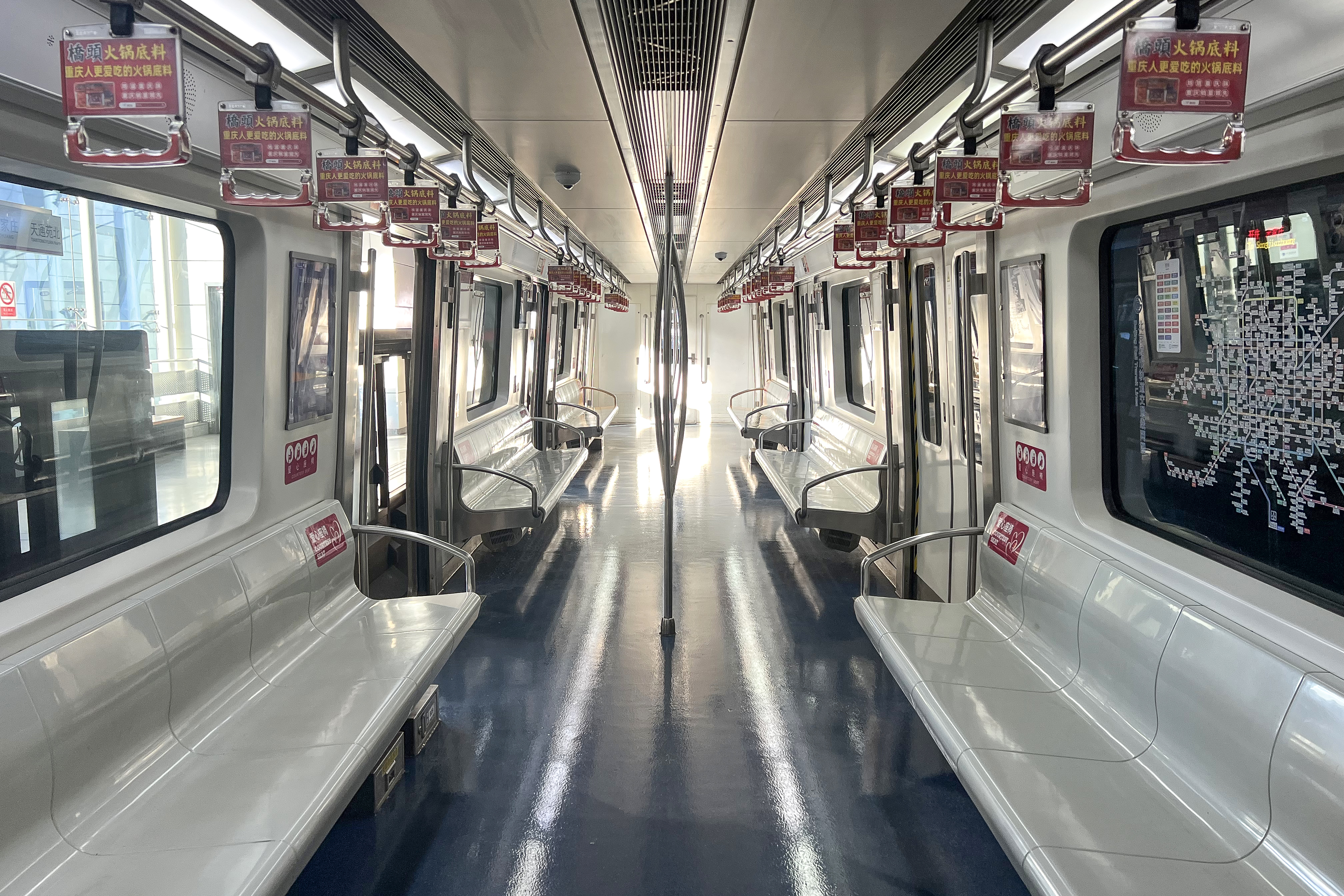
厂修前列车（后期批次）内部
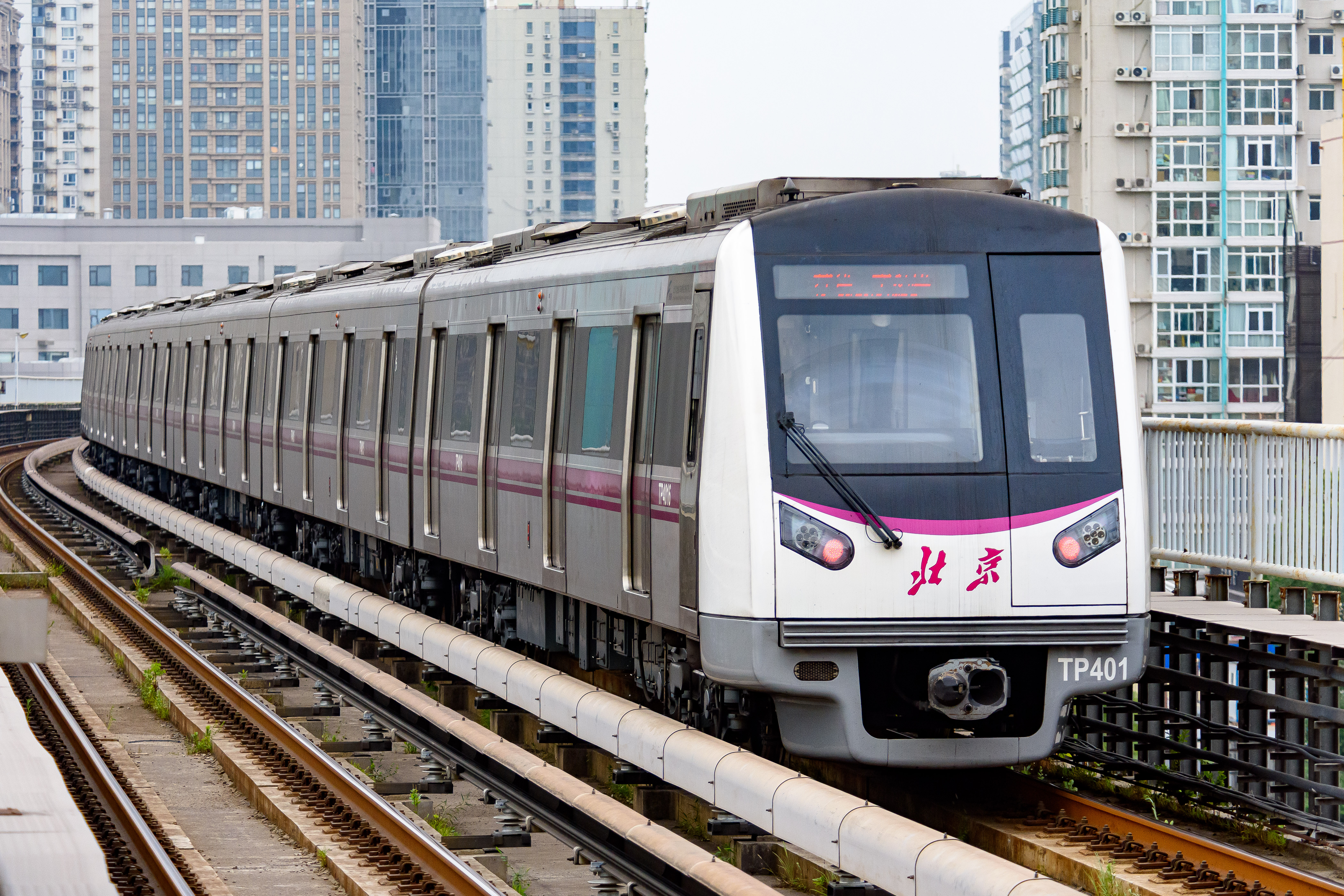
换用四方所牵引逆变器的TP401车组
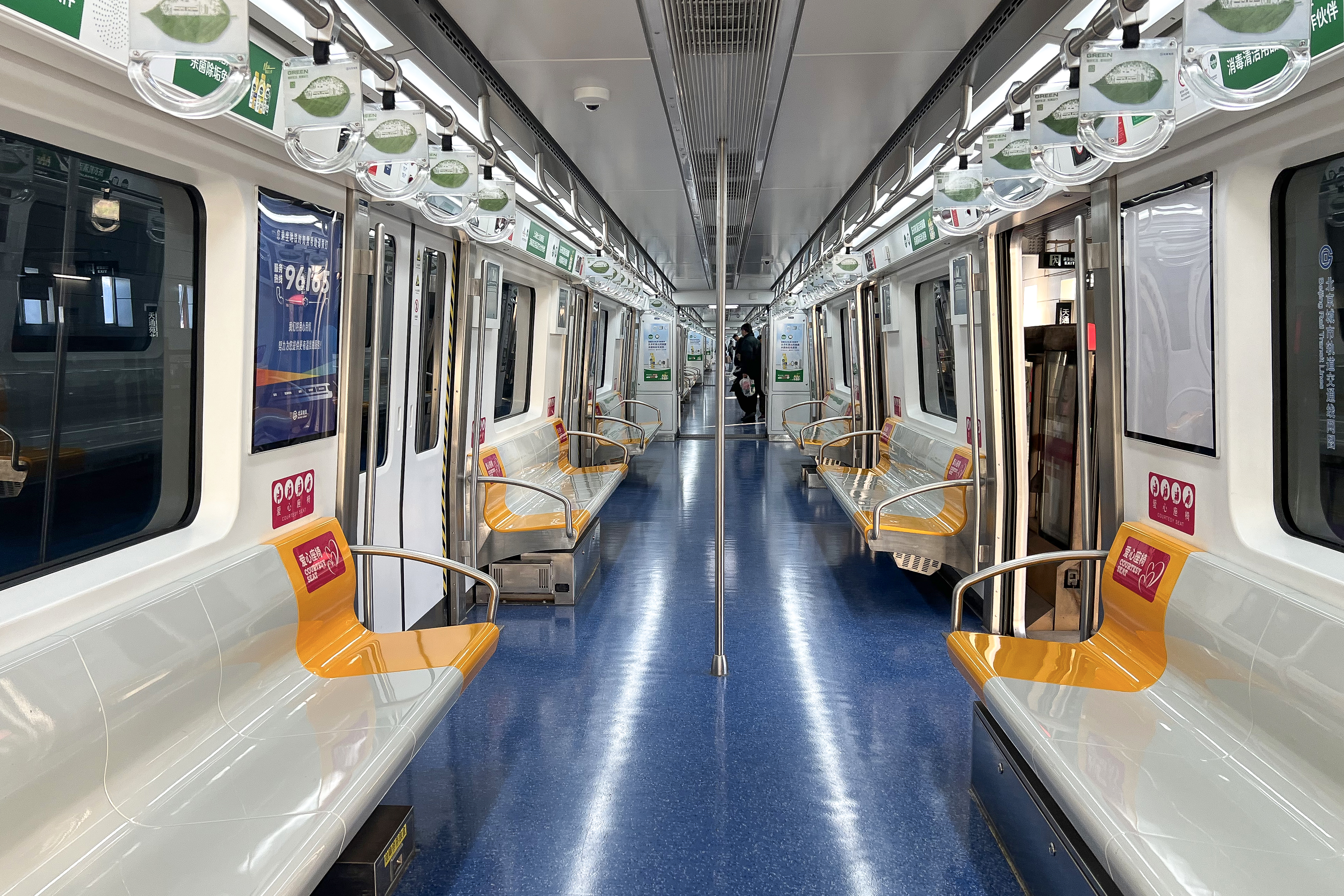
厂修后列车内部
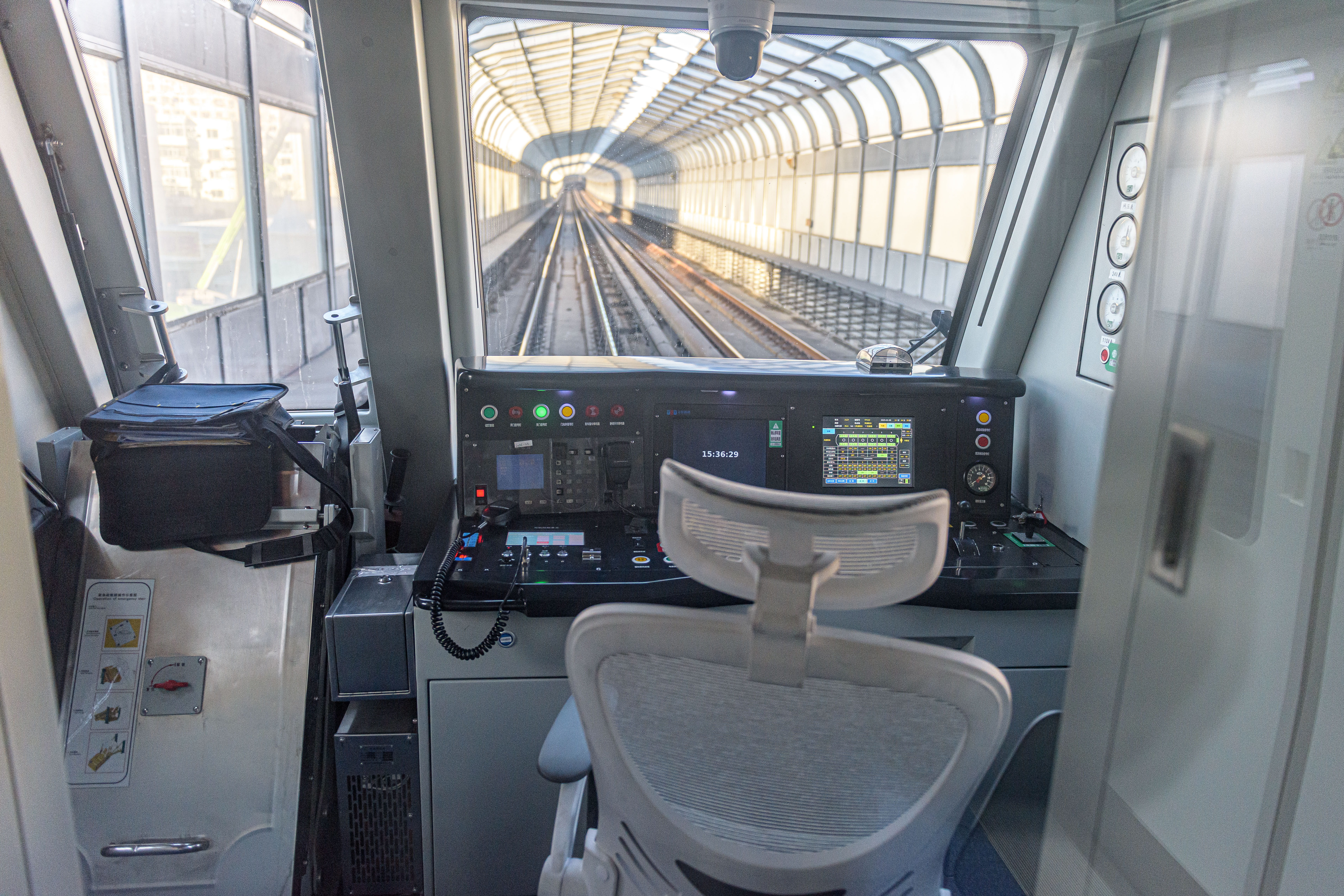
列车驾驶控制台
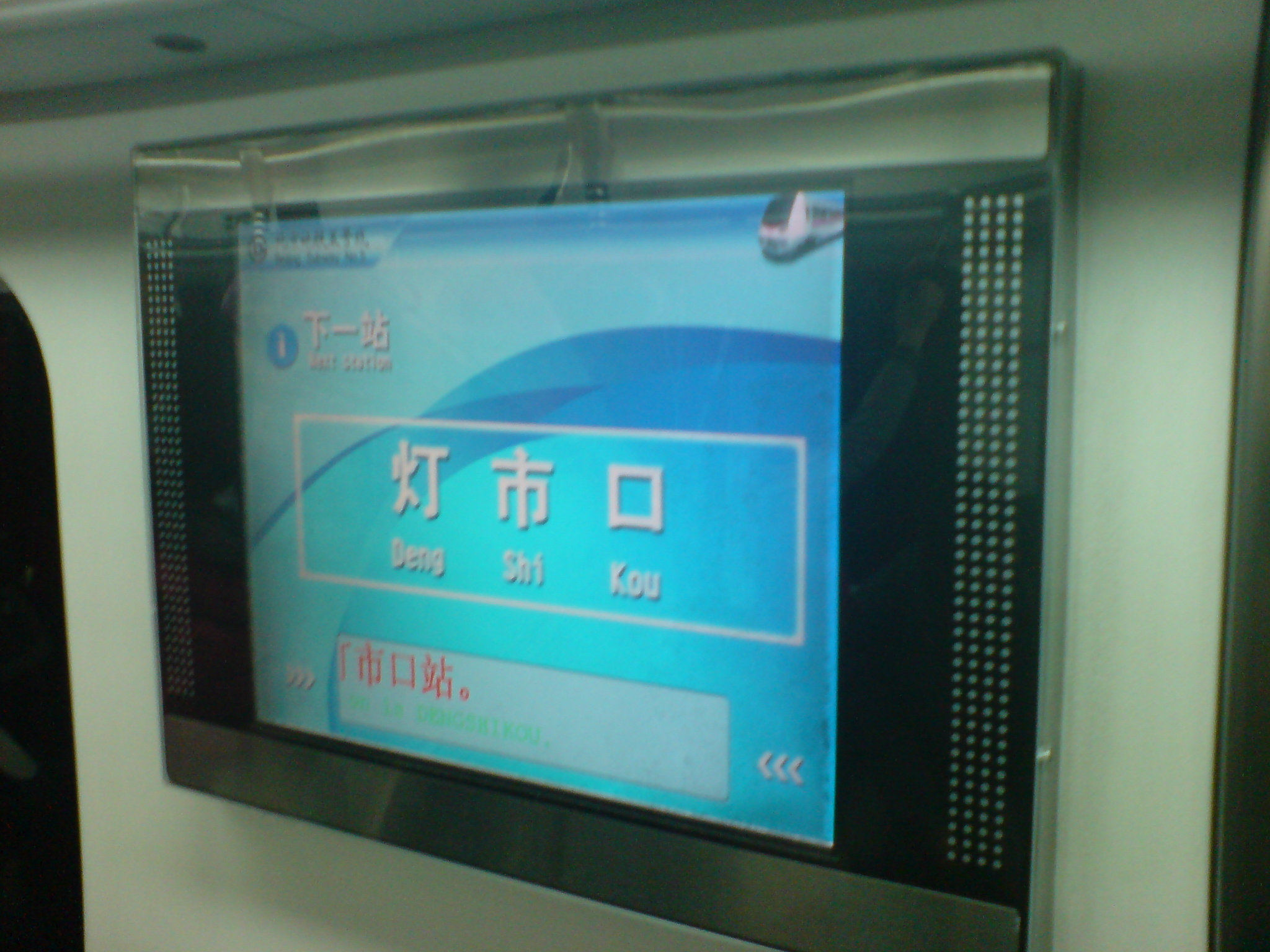
列车内的报站LCD显示屏
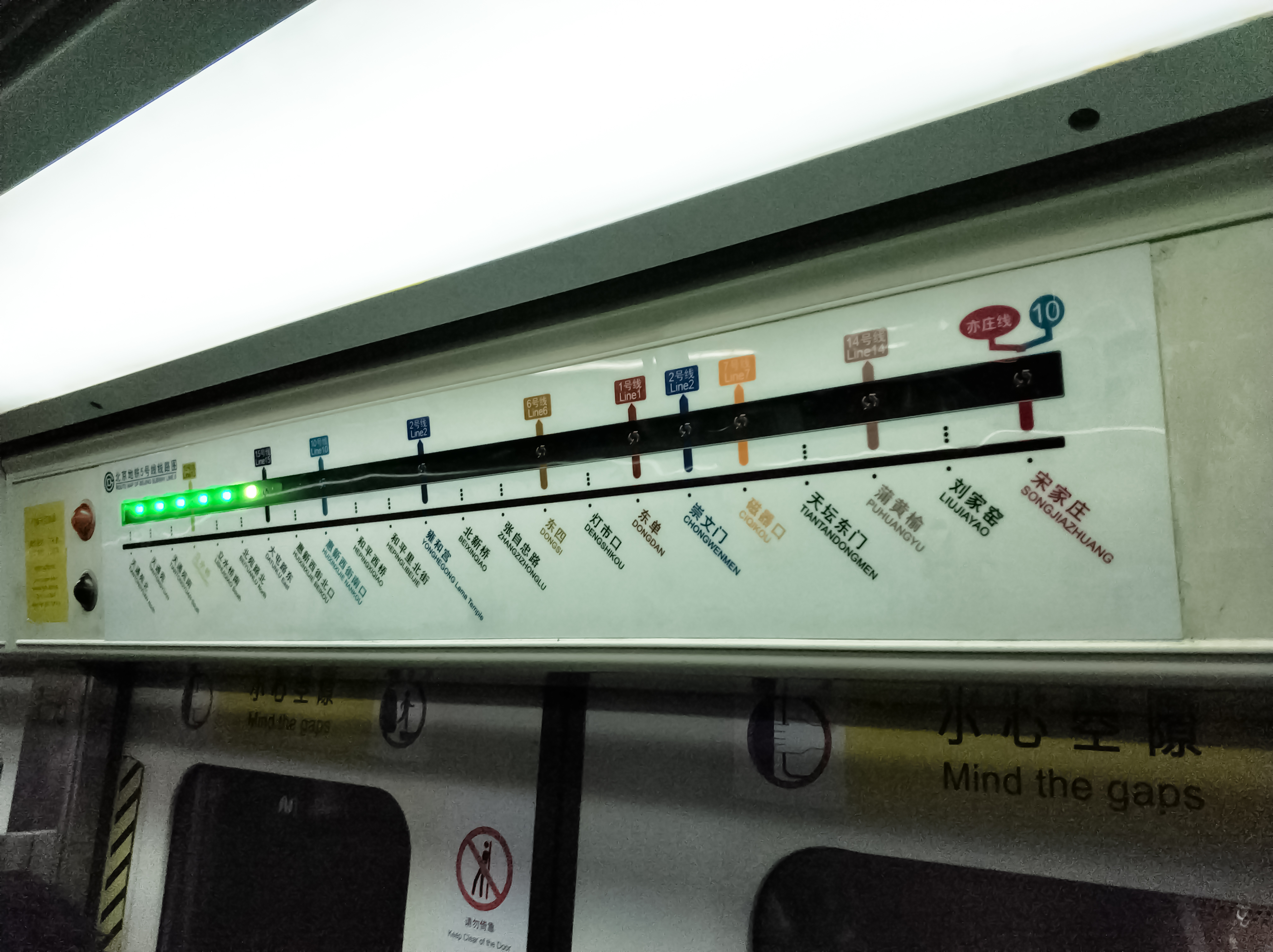
列车内部的闪灯线路图

## 列车编组
|              | DKZ13 ←宋家庄方向天通苑北方向→ |                 |                |                |                 |                |
| 車廂編號     | 1                              | 2               | 3              | 4              | 5               | 6              |
| 车厢型号     | DK58                           | DK59            | DK61           | DK60           | DK59            | DK58           |
| 形式区分     | TP4**1 05 0**1                 | TP4**2 05 0**2  | TP4**3 05 0**3 | TP4**4 05 0**4 | TP4**5 05 0**5  | TP4**6 05 0**6 |
| 形式区分     | Tc                             | M               | T              | M1             | M               | Tc             |
| 动力单元     | 单元1                          | 单元1           | 单元2          | 单元2          | 单元3           | 单元3          |
| 安装机器设备 | SIV (L)                        | VVVF (L) CP (R) | -              | VVVF (R)       | VVVF (R) CP (L) | SIV (R)        |
| 额定载客量   | 226人                          | 244人           | 244人          | 244人          | 244人           | 226人          |

范例：
- VVVF：牵引逆变器装置
- SIV：辅助电源装置
- CP：电动空气压缩机

## 列车运送过程
1. 列车从长春轨道客车出发，经哈大铁路、沈山铁路、京秦铁路、北京铁路东北环线到达黄土店站，之后通过联络线，进入13号线回龙观站，再通过霍营站后，进入13号线和5号线的联络线，到达太平庄车辆段。
2. 列车从长春轨道客车出发，经哈大铁路、沈山铁路、京秦铁路、丰双铁路到达小红门站，之后通过联络线，进入北京地铁车辆装备，最后通过北京地铁车辆装备和宋家庄停车场的联络线，到达宋家庄停车场。
3. 列车从北京地铁车辆装备出发，通过北京地铁车辆装备和宋家庄停车场的联络线，到达宋家庄停车场。

## 事故
- 2007年10月19日晨，3组DKZ13列车接连在磁器口站，灯市口站和和平里北街站三站发生部分车门因灵敏度过高而被自动锁定无法打开的故障。导致该三站被限流约半小时。[6]
- 2010年9月20日8时左右，1列DKZ13列车在立水桥站发生车门故障，导致部分列车晚点。[7]
- 2011年8月11日16时20分左右，1列DKZ13列车在北苑路北站发生故障，导致部分列车晚点。[8]
- 2011年12月18日16时30分左右，1列DKZ13列车在天坛东门站发生故障，导致部分列车晚点，直至17时左右，线路运营秩序恢复。[9]
- 2013年1月17日7时54分左右，1列DKZ13列车在北苑路北站发生故障，直至8:30左右，线路运营秩序恢复。[10]